# Francis Wolff (fotógrafo)
Francis Wolff (6 de abril de 1907, Berlín, Alemania - 8 de marzo de 1971, Nueva York, Estados Unidos) fue un ejecutivo de compañías discográficas, fotógrafo y productor musical.
Después de una carrera como fotógrafo comercial en Alemania, Wolff emigró a Estados Unidos en el año 1939. En Nueva York, su amigo de infancia Alfred Lion, había cofundado ese mismo año Blue Note Records, y Wolff se unió a Lion en la gestión de la empresa. Mientras Lion estaba prestando servicio en la guerra, Wolff trabajó para Milt Gabler en Commodore Music Store, y juntos mantuvieron el catálogo de la compañía hasta que León fue dado de baja.
Hasta el retiro de Lion en 1967, Wolff se concentró en los asuntos financieros de la empresa y sólo ocasionalmente supervisaba sesiones de grabación producidas durante sus visitas a Europa para ver a su familia. Durante los últimos cuatro años de su vida, cuando Blue Note ya no era un sello independiente, Wolff compartió las responsabilidades de producción con el pianista y arreglista Duke Pearson.
Francis Wolff tomó fotografías durante las sesiones de grabaciones, por lo general durante los ensayos, todo el período en que Lion participó en Blue Note Records. Las fotografías fueron utilizadas como material de publicidad y en las carátulas de los discos LP, y han seguido siendo utilizados en folletos de CD reeditados. Las dos colecciones de fotografías que figuran a continuación contienen selecciones de las muchas miles de tomas que Wolff tomó durante un período de treinta años.